# 双牌县
双牌县位于中国湖南省南部，是永州市下辖的一个县。区域总面积为1,739平方公里，人口20余万。县人民政府驻泷泊镇。

## 地理
双牌县位于永州市中腹。地理座标为东径111°24′～111°59′，北纬25°23′～26°11′。
双牌大体呈“九山半水半分田”之格局。地貌基本轮廓由五大高低相当的准平面构成，呈现东西高，南北低、中部群山连绵的马鞍形。
双牌县西与广西全州县交界，南部和湖南本省道县相连，东临宁远县，北与祁阳县和永州市辖区。

### 气候
县内气候宜人，雨量充沛，光照足，积温多，气温高。地域差异十分明显，随山形、地势变化的山地小气候丰富多样。
双牌县属中亚热带季风湿润气候区。特征是冬夏长，春秋短；热量丰富，雨水充沛，温暖湿润；夏少酷暑，严寒期短；春温多变，春寒明显；降水集中，夏秋多旱。县年均降雨量1512.44毫米。年平均气温为17.6℃，无霜期292天，有利于农作物生长。是湖南省温光、水条件优越的县区之一。

## 历史
双牌古名泷泊。1965年1月25日，中共零陵地委以发文决定，划12个人民公社，9个国营林场为潇水林区管理局的行政区域，即：零陵县的双牌、尚仁里、盘家洞、何家洞、何仙观、蔡里口、茶林寺、麻江8个人民公社，国营大庙头林场。道县的江村、上梧江、林家、塘底4个人民公社，国营打鼓坪、月岩、桥头林场。宁远县的国营阳明山、白云山、荒塘林场。专署直属的国营五星岭、双牌水库林场。境域面积2486平方公里。 
1969年12月16日，建立双牌县，以原潇水林区管理局的行政区域为双牌县的行政区域。 

## 行政区划
双牌县下辖6个镇、4个乡、1个民族乡：
泷泊镇、江村镇、五里牌镇、何家洞镇、麻江镇、茶林镇、塘底乡、上梧江瑶族乡、理家坪乡、打鼓坪乡、五星岭乡和双牌阳明山林场。

## 政治

### 现任领导
| 机构     | 双牌县人民政府 县长  | · 中国共产党 · 双牌县委员会 · 书记 | 双牌县人民代表大会 常务委员会 主任 | · 中国人民政治协商会议 · 双牌县委员会 · 主席 |
| -------- | -------------------- | ---------------------------------- | ---------------------------------- | -------------------------------------------- |
| 姓名     | 蔡富强               | 张跃斌                             | 唐建明                             | 何彩玲                                       |
| 民族     | 汉族                 | 汉族                               | 汉族                               | 瑶族                                         |
| 出生地   | 湖南省永州市冷水滩区 | 湖南省永州市冷水滩区               | 湖南省东安县                       | 湖南省双牌县                                 |
| 出生日期 | 1975年3月（49—50歲） | 1975年10月（49歲）                 | 1968年12月（56歲）                 | 1975年2月（50歲）                            |
| 就任日期 | 2021年10月           | 2021年10月                         | 2020年12月                         | 2023年3月                                    |

## 人口
2020年末，永州市第七次全国人口普查公报显示：双牌县常住人口为157140人，男性人口占比52.11%，女性人口占比47.89%，年龄结构中0-14岁占比20.65%，15-59岁占比60.22%，60岁以上占比19.13%，65岁以上占比13.97%。
人口为170,911人（2002年），其中城镇人口32,239人，乡村人口138,672人 。

## 经济
双牌县是一个重要林区。国内生产总值73,168万元（2002年）。

## 资源
双牌县是全国22个重点林区县之一。也是湖南省用材林基地。全县有林地12.67万公顷，其中杉木7.33万公顷。楠竹1.45万万公顷，活立木蓄积量390万立方米。楠竹3500万根。除以杉、松、樟、柳、桐、椿等树种的用材林外，还有水杉、黄杉、银杏、银鹊、种萼木、香果树等珍稀树种。牧草资源也十分丰富，有各种牧草98种，草场总面积4.2万公顷，理论载蓄量70万个牛单位。
药用植物主要有黄柏、杜仲、天麻、人参、绞股蓝、穿心莲、五倍子、罗汉果、茯苓等。
被誉为水果之王的中华猕猴桃经过人工栽培，建立了万亩猕猴桃基地。
已探明并开采有矿产资源主要有钨锡矿、铅锌矿、铜钼矿、铁矿等。 

## 交通
双牌县交通方便、水陆兼行。 207国道通过双牌县。洛湛铁路通过县境。

## 旅游
- 湖南阳明山国家森林公园：其中阳明山万寿寺乃中国七祖佛爷坐化之地。明代杰出的地理学家、旅游学家徐霞客，唐代著名文学家柳宗元曾到此处并留下诗作。还有青龙洞、浮洲岛、潇水旅游线等景点。